# Herøy Kystmuseum
Das Herøy Kystmuseum ist ein Museum auf der westnorwegischen Insel Herøya im Fylke Møre og Romsdal.
Das Küstenmuseum Herøy ist in Gebäuden aus dem 18. und 19. Jahrhundert untergebracht. Das Wohnhaus, dessen ältester Teil aus dem Jahr 1752 stammt, ist mit Mobiliar aus dem 19. Jahrhundert eingerichtet. Die Eismeergalerie zeigt eine Sammlung zum Thema Seehundfang und im Bootshaus ist neben verschiedener Bootstypen und Fischereigerät auch eine Rekonstruktion des Kvalsundfærings ausgestellt. Der Kvalsundfæring ist ein Ruderboot mit zwei Ruderpaaren und einem Steuerruder aus der Wikingerzeit, das auf der nahen Insel Nerlandsøya zusammen mit dem ebenfalls nach dem Fundort benannten Kvalsund-Boot gefunden wurde.

Zur Bootssammlung des Museums gehört auch die Anna Olava, der Nachbau einer Sunnmørsjekta aus dem 18. Jahrhundert. Das Boot wurde von dem Bootsbauer Saxe Bjørkedal im Jahr 2000 nach der Vorlage einer in Håkonsholmen in Ulstein gefundenen Sunnmørsjekta rekonstruiert.
Das Anwesen des heutigen Herøy Kystmuseums wurde im Jahr 1974 von der Gemeinde Herøy erworben. Im selben Jahr wurde mit der Renovierung des Hauptgebäudes und des Bootshauses begonnen.
Im Jahr 1981 wurde das Anwesen als Museum eröffnet und von der Stiftung Sunnmøre Museum verwaltet.

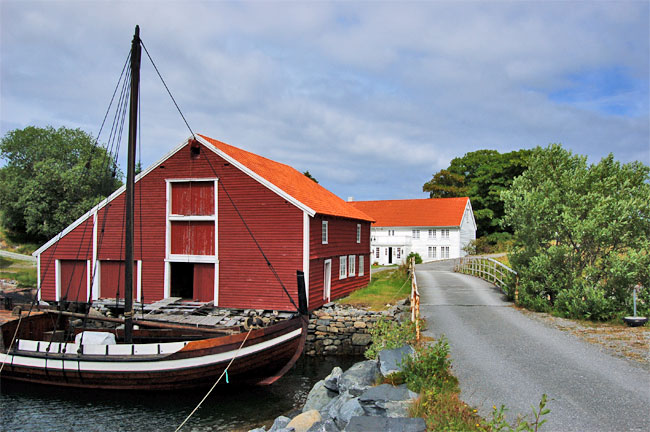
Zufahrt zum Herøy Kystmuseum und zum Herøy amfi
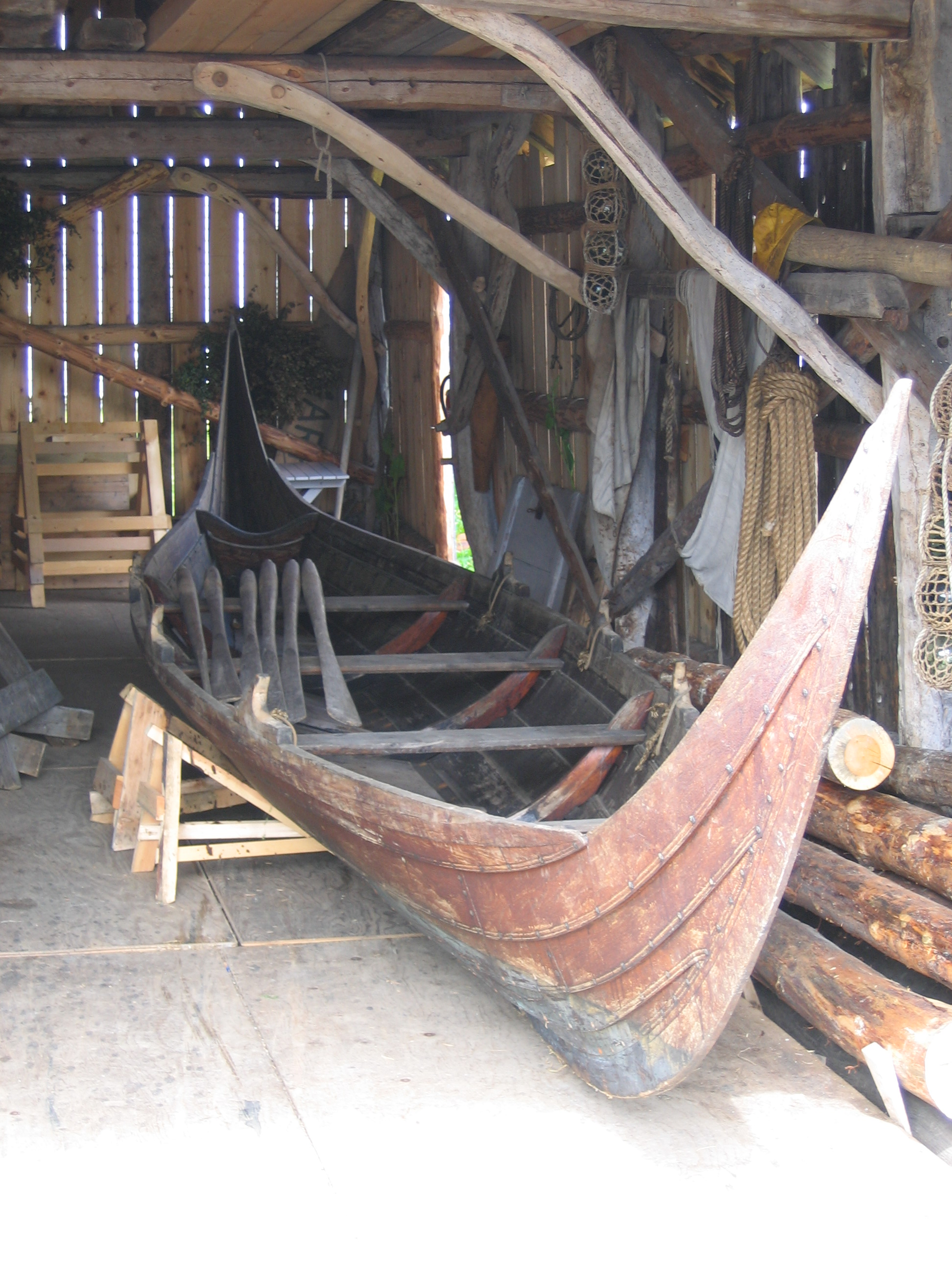
Rekonstruktion des Kvalsundfæringers
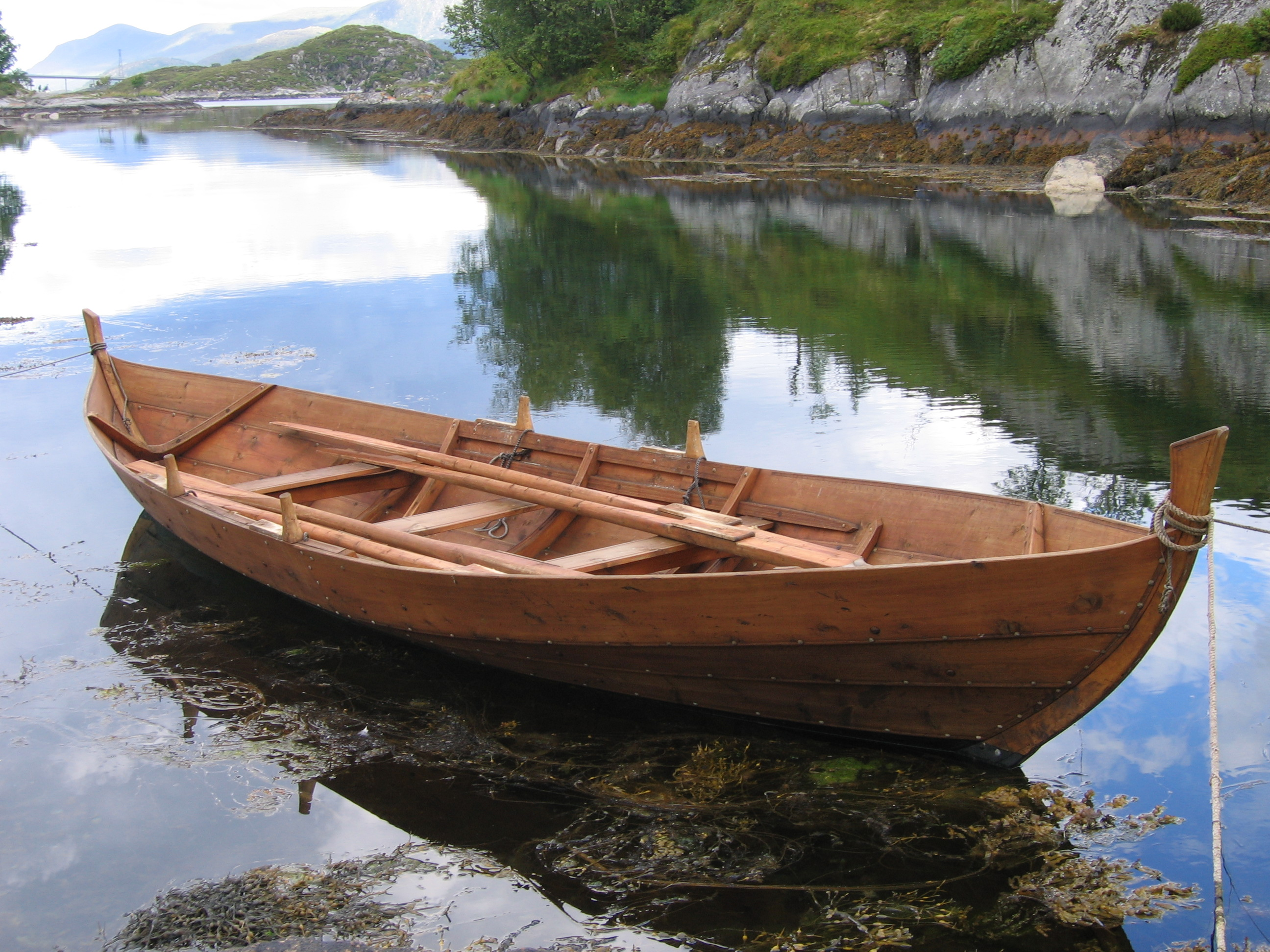
Sunnmørsfæring
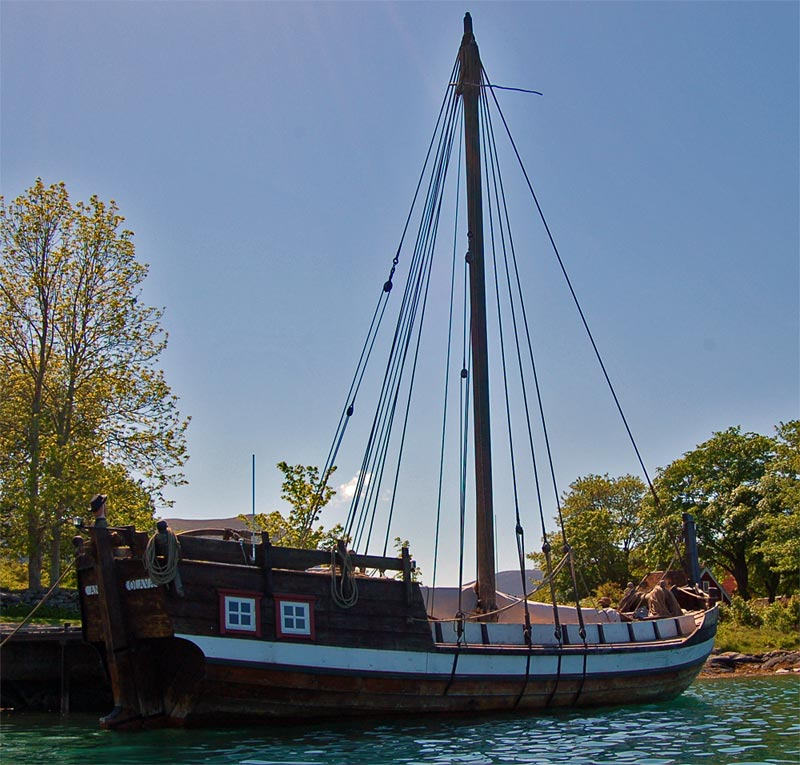
Sunnmørsjekta "Anna Olava"
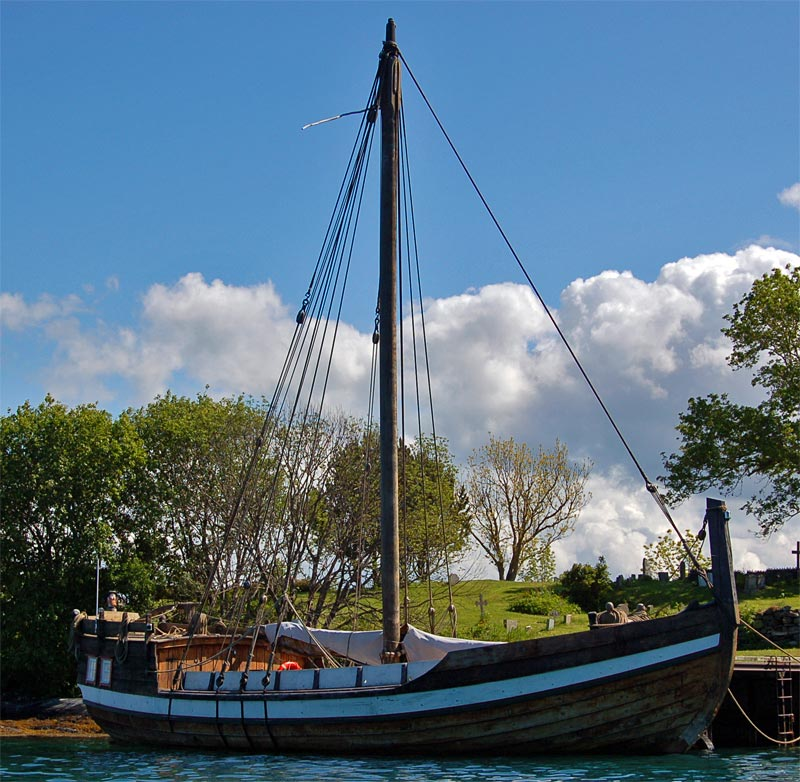
Sunnmørsjekta "Anna Olava"
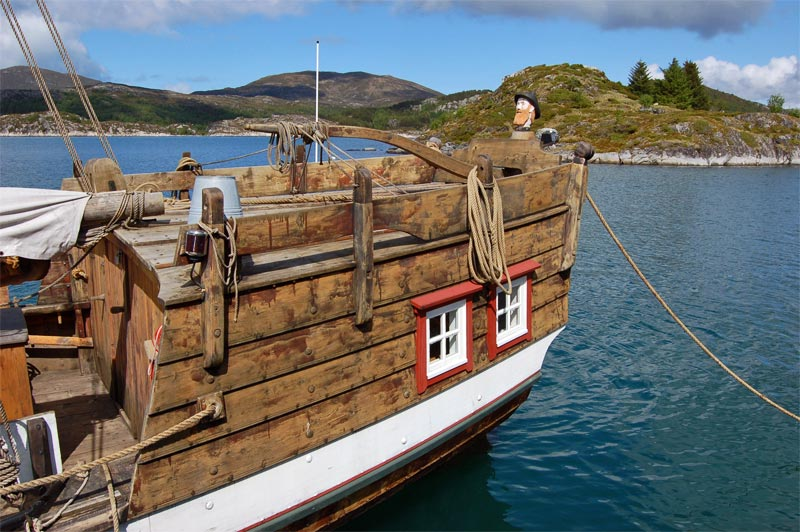
Das Heck der "Anna Olava"